# Luis Tessandori
Luis Tessandori (Buenos Aires, Argentina, 27 de octubre de 1897 - Córdoba, Argentina, 2 de marzo de 1974), fue un pintor, ceramista y músico, reconocido por la crítica como uno de los más destacados pintores animalistas de la argentina, y el mayor exponente del oeste cordobés. Tuvo como maestros a Fernando Fader y Cesáreo Bernaldo de Quirós. Sus obras se hallan en los principales Museos y colecciones de Argentina.

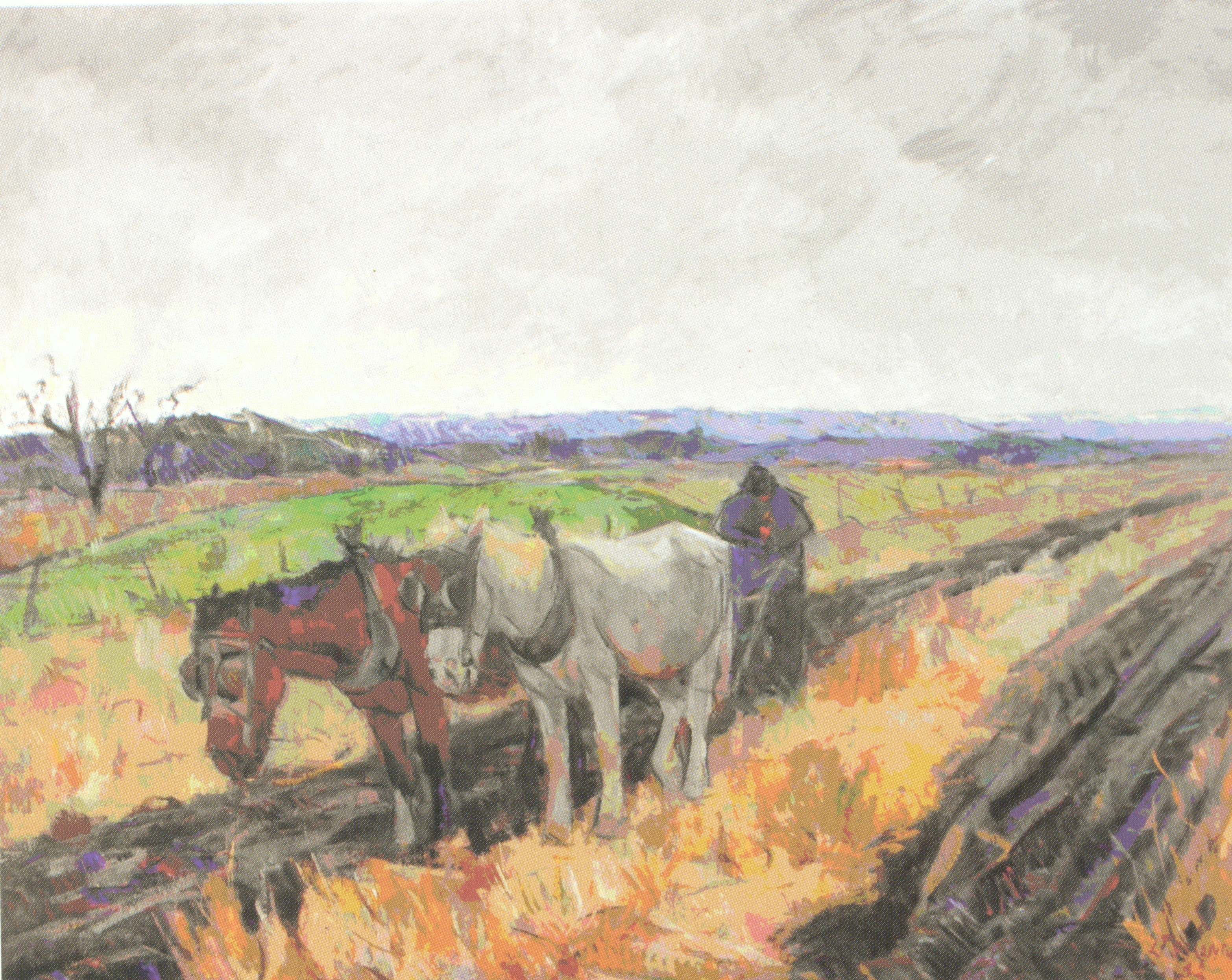
Preparando la tierra. Óleo 80x100cm. Colección Escuela Normal "Dalmacio Vélez Sarsfield" Villa Dolores

## Biografía

### Primeros años y vida en Buenos Aires
Nació el 27 de octubre de 1897 en la ciudad de Buenos Aires, fue registrado bajo el nombre de Luis Tessandori. Hijo de italianos dueños de una empresa de carruajes comerciales, en lo que hoy es Palermo; los carruajes eran adornados con fileteo porteño, lo que sirvió de inspiración para Luis, que descubre su vocación, pintar. Realizó sus estudios artísticos en la Academia Nacional de Bellas Artes. Allí, tiene como profesor a Fernando Fader siendo él quién imprime en Tessandori la pasión por el bestiario, y egresa en 1916.

### Viaje con Fader
Fernando Fader, por motivo su enfermedad, alrededor de 1916, se traslada a Córdoba, a la localidad de Deán Funes. Con el deseo de continuar el vínculo y abocado a la enseñanza invita a cuatro de sus discípulos, entre ellos al joven Tessandori, quien en 1917 tras egresar, acude al llamado de su maestro para desarrollarse artísticamente. 
Maestro y discípulo recorrían juntos diferentes zonas, se detenían a estudiar y seleccionar las vistas, que debían transmitir imágenes olfativas y auditivas. Pintaban al aire libre, en búsqueda de un lenguaje que se aproxime a las sensaciones percibidas del entorno. Esta capacidad la logra plenamente con la obra Los chivos (1926), que se caracteriza por la técnica impresionista. La obra fue seleccionada en varias ocasiones para exposiciones importantes. La más reciente se tituló Cien años de pintura argentina (1999), en Palais de Glace de la Ciudad Autónoma de Buenos Aires. Estas obras emblemáticas de Tessandori, integran junto a otros motivos, una visión regional de la geografía serrana de Córdoba.

### Viaje al Valle de Traslasierra
Junto al artista plástico Enrique de Larrañaga, Tessandori viaja a la localidad de San Javier. Los jóvenes se alojaron en una de las estancias más importantes de la zona, “El Pueblito”. Durante su permanencia se dedicaron a hacer estudios, recorrieron valles y quebradas, dibujaron vistas durante más de un año. Tessandori, entusiasmado y cómodo con la gente y el lugar, envió a sus padres un autorretrato realizado en lápiz (1923).

Al pie del dibujo escribe:    

“Querida mamá en tu última me dices que tienes muchas ganas de verme, yo lo mismo, pero los trabajos que tengo que hacer me impiden complacer tus deseos.  Te remito esta para que te conformes. Cariños como siempre. Luis.  Darás a nana un fuerte abrazo, por su nieto que mucho la quiere.”
Debido a la relevancia que empieza a tomar Tessandori como artista, es invitado a exponer en el Museo de Bellas Artes de Mendoza en el año 1928. Durante su viaje, su amigo crítico de arte; José de España, le propuso quedarse en la provincia y hacerse cargo de una cátedra de dibujo de la universidad, a lo que se negó, pero mientras se quedó en la ciudad pintó y exhibió una serie de obras de grandes dimensiones, en los que destacaron los animales modelados y el trabajador de campo en plena faena.
A pesar de tener la posibilidad de viajar a Europa, como la mayoría de sus contemporáneos, Tessandori  decidió radicarse en el Valle de Traslasierra para perfeccionar su técnica y desarrollar su vida.

### Vida en San Javier y La Población
En 1931 se casa en San Javier con María Montenegro, una maestra santiagueña que ejercía la docencia en la escuela de artes y oficios de esa localidad. La pareja compartió las aulas y el gusto por el lugar, radicándose en una propiedad frente a la plaza del pueblo. La pareja tuvo 3 hijos; Mario, Luis y Martha.
En 1946 se trasladan a La Población por varios motivos, entre ellos el nuevo cargo de su esposa como directora de la escuela primaria nacional N°160, y la necesidad de Tessandori por volver a sus temas costumbristas. Pasaba sus días pintando el paisaje silvestre, sus modelos eran los animales, los lugareños y la naturaleza en su esplendor. 
En esa época también se dedicó al cultivo de olivares, vides, frutales, huerta y un frondoso pinar en un predio más grande que la casona de San Javier, con vistas panorámicas del Valle y las sierras que serían de gran inspiración.
A pesar de vivir geográficamente apartado Luis Tessandori no se mantuvo ajeno al acontecer artístico de la Capital Federal. Estableció vínculos estrechos con los artistas que conformaron la escuela pictórica de La Boca, frecuentaba el espacio a través de una presencia asidua en la casa de su amigo Benito Quinquela Martín  en el barrio de La Boca, estadías en las que se acoplaba a las reuniones y discusiones sobre la plástica argentina.
Luis en sus últimos años se dedicó de lleno en una serie sobre almacenes de campo, tomados del natural, según muestran fotos del álbum familiar, el artista se instalaba frente a los rancheríos y en las calles de los pueblos.
Muere el 2 de marzo de 1974. Sus restos descansan junto a los de su esposa en el cementerio de La Población, departamento de San Javier, Córdoba.

## Estilo pictórico
A fines de la década del ’30 Tessandori se despoja de la influencia de sus maestros, sus obras, de marcado estilo figurativo, tornan en un naturalismo exacerbado; en una entrevista realizada por Electra R. Di Battista, el artista afirmó:
“...la naturaleza es mi maestra, mi guía, mi consejera.”
En sus obras se destaca el tratamiento del paisaje, animales y personas de la región, transitando por el impresionismo, destacándose su capacidad de captar las variaciones de la luz y su habilidad para bocetar y pintar al aire libre, sus pinturas denotan a un colorista nato que hace uso de una amplia paleta tonal acorde al paisaje y motivo de cada obra. Más adelante acentúa su poder de síntesis, plasmando signos más cercanos al poscubismo, aplicando la lección Cezanniana transmitida a él por Lino Enea Spilimbergo.
Principalmente representa a los animales y trabajadores del campo en el desempeño de sus tareas diarias, incorporando la vegetación autóctona, las sierras y la arquitectura religiosa. Aunque, en la década del ‘60 -fecha cercana al nacimiento de sus primeras nietas- el motivo de sus pinturas se dedica a glorificar a la mujer, la maternidad y los niños. También incursionó en el bodegón o naturaleza muerta y la cerámica. De igual modo, recurrió a diversos materiales para la realización de sus obras, tales fueron: óleo, acuarela, sepia, carbonilla y lápiz.
La iconografía legada por Luis Tessandori testimonia una obra única y personal, la cual logra combinar armonía y sentimiento para interpretar los momentos efímeros de la vida cotidiana.

## Museo atelier en la población
El “Atelier de Luis Tessandori”, emplazado en su propiedad, abrió al público en 1999. Atesora obras patrimoniales: óleos, acuarelas, dibujos en sepia, carbonilla, lápiz y bocetos. Se exhiben allí también cerámicas, objetos personales, fotografías, documentación, premios y condecoraciones. Este lugar se ha convertido en el centro cultural y artístico más destacado de la zona, y en atractivo emblemático de La Población.
La iniciativa y organización de la apertura del Atelier-Museo estuvo a cargo de Elizabeth Sánchez Porfido, en colaboración con la hija del artista Prof. Martha Tessandori, la marchand Cristina Nuñez y la museóloga Liliana Sánchez Porfido. Actualmente, colabora la Lic. Florencia Carrara.

## Obras
Algunas de sus obras son:
- "Sendero de Álamos", Museo de Arte Tigre[1]
- "La yunta", Premio Sívori. Museo Nacional de Bellas Artes[12][13]
- "Nuestro Campo", Galería Espacio Arroyo[14]
- "Saliendo de misa" - 1924- óleo sobre tela - 86 x 100, San Javier[15]
- "Iglesia San Javier" - 1950- óleo sobre tela 87 x 99 cm, SanJavier[15]

## Premios
- Primer Premio Nacional, “El guardamonte overo”, XXI Salón Nacional, 1931.[16]
- Segundo Premio Nacional, “Descansando”, XV Salón Nacional , 1925.
- Tercer Premio Nacional, “Lagrimas de algarrobo”, XIV Salón Nacional, 1924.
- Premio “Eduardo Sivori”, “La yunta”, XVII Salón Nacional, 1927.[13]
- Segundo Premio Municipal, “Trabajo” XX Salón Nacional, 1930.
- Tercer Premio Municipal “Retorno”, XXI Salón nacional 1929.
- Premio “Sadao Andó”, XXXIX Salón nacional, 1949
- Tercer Premio Adquisición, “En el corral,” Ministerio de agricultura XXXVIX Salón nacional, 1946.
- Premio Adquisición Ministerio de Ejército, “Tarea de campo”, XLIII Salón nacional de Artes Plásticas, 1953.
- Gran premio de honor presidente de la nación “Juan D. Perón, “Tarea de humildes “, Salón Anual Rosario, 1954.
- Primer Premio “Libertad”, “Terneros criollos”, Salón Nacional Sesquicentenario, 1966.